# Triple A (España)
La Triple A, también conocida como Alianza Apostólica Anticomunista, fue una organización terrorista de extrema derecha, que actuó en el País Vasco y en el País Vasco francés entre 1977 y 1982, durante la transición española. Un informe de la Oficina de Víctimas del Terrorismo del Gobierno vasco de 2010 le atribuye 8 asesinatos de las 66 víctimas mortales del terrorismo parapolicial y de extrema derecha desarrollado entre 1975 y 1990.

## Presunta tolerancia hacia sus actos
En el informe de la Oficina de Víctimas del Terrorismo del Gobierno vasco de 2010 se dice que la Triple A, el Batallón Vasco Español y los Grupos Armados Españoles, eran grupos bien organizados de extrema derecha «que actuaban con un importante nivel de tolerancia, cuando no de complicidad con importantes sectores de los aparatos policiales de la época», aunque «la escasa y deficiente investigación policial de una parte muy importante de estas acciones violentas impide el esclarecimiento de un dato de especial relevancia, cual es el grado de complicidad, colaboración o inhibición que pudo existir por parte de determinadas instancias policiales con dichos actos criminales». El informe añade a continuación que «los antes citados sectores políticos de extrema derecha y elementos vinculados a los aparatos de unas fuerzas de seguridad del Estado aún pendientes de democratizar y con una incuestionable motivación política sembraron el terror en determinados sectores sociopolíticos vascos, normalmente vinculados a la izquierda, y sobre todo al nacionalismo vasco, mediante actuaciones violentas que provocaron importantes daños materiales y personales, llegando al asesinato».  Por último, el informe advierte que de los 74 actos terroristas atribuidos a estos grupos —que causaron 66 víctimas mortales— solo en 33 se abrieron diligencias judiciales, de los que solo 17 acabaron con una sentencia firme.Todo parece indicar que la Triple A española fue una estrategia empleada por la ultraderecha para infundir terror con su sigla, pues en Argentina existió la Alianza Anticomunista Argentina y en Colombia la Alianza Anticomunista Americana. Por tanto, parece que el grupo en sí pudo no haber existido y que lo único certero fue que se reivindicase dicho rótulo. Se debe recordar que el Estado español permitió que se estableciera una diáspora argentina conformada por entidades que habían formado parte de la Triple A argentina.

## Relación de atentados mortales atribuidos o reivindicados por la Triple A
1. 20 de septiembre de 1977: estalla en la redacción de la revista El Papus en Barcelona, una bomba atribuida a la Triple A. Muere el conserje Juan Peñalver Sandoval, y resultan heridas 17 personas más.
2. 7 de octubre de 1977: asesinato del taxista David Salvador Bernardo (Jonio) en Andoáin (Guipúzcoa). El asesinato de Salvador fue reivindicado por la Triple A, que acusó al taxista de colaborador y confidente de ETA.[3] Está reconocido como víctima de la "Triple A" por COVITE (Colectivo de Víctimas del Terrorismo del País Vasco).
3. 2 de julio de 1978: asesinada en San Juan de Luz (Francia) Rosario Arregui Letamendi (Agurtzane Arregi Letamendia), esposa del exdirigente de ETA-militar Juan José Etxabe. El matrimonio fue ametrallado cuando iban en coche, muriendo ella en el acto y quedando él gravemente herido. Los negocios y familiares de Etxabe ya habían sufrido numerosos atentados, siendo su hermano asesinado 3 años antes. El atentado fue reivindicado por la Triple A en represalia por los últimos acontecimientos en Euskadi.[4]
4. 6 de mayo de 1979: secuestro y asesinato de José Ramón Ansa Echevarria, joven de 17 años natural de Andoáin (Guipúzcoa). Fue secuestrado de madrugada mientras regresaba a pie a casa tras haber estado con sus amigos en las fiestas patronales. Apareció muerto por un balazo en la frente en una cuneta de la carretera entre Andoáin y Urnieta. Su asesinato fue reivindicado por la Triple A que le acusó de ser integrante de ETA, acusación que fue negada por su familia. Años más tarde fueron condenados por su asesinato Ignacio Iturbide[5] y Ladislao Zabala, dos ultras que formaban un comando del Batallón Vasco Español que se dedicaba a atentar contra supuestos simpatizantes abertzales en la comarca de San Sebastián.[6]
5. 23 de julio de 1980: una bomba con 2kg de goma dos estalla en Bilbao en el barrio de Amézola. En la explosión mueren en el acto dos personas de etnia gitana que estaban recogiendo cartones; María Contreras Gabarri, de 17 años y en avanzado estado de gestación, y su hermano Antonio Contreras Gabarri de 12 años; así como resultó gravemente herido un empleado de limpieza municipal, que acabaría muriendo horas más tarde, Anastasio Leal Terradillos (Cabezuela del Valle, 59 años). Tras el atentado se especuló sobre si el objetivo del atentado, era una guardería cercana propiedad de un concejal de Herri Batasuna a pocos metros de cuya puerta se produjo la explosión o un batzoki (sede del PNV) colindante. También se halló un explosivo falso en el interior de la guardería.[7] El atentado fue reivindicado por la Triple A y se asume generalmente que buscaba causar daños materiales sobre la guardería propiedad del concejal de HB. Nunca se investigó ni juzgó a sus autores. Las víctimas del atentado recibieron la consideración de víctimas del terrorismo décadas más tarde. La hija del empleado del servicio de limpieza recuerda la muerte de su padre: «Sabíamos que la bomba no iba contra él, pero lo que más me duele es que no se haya localizado a sus autores. [...] Salimos adelante mi madre y mis hermanos, con nuestro esfuerzo. Lo que hoy lamentamos es que no haya un reconocimiento de estas víctimas, similar a las de ETA».[1]
6. 27 de agosto de 1980: asesinato de Jesús María Etxebeste en Irún.[1]
7. 2 de enero de 1982: asesinato de Pablo Garayalde en Leiza.[1]